# Екрем Лібохова
Екерем Лібохова (24 лютого 1882, Гірокастра - 1948, Рим) – Прем’єр-міністр Албанії за часів окупації країни Італією, з 19 січня до 13 лютого 1943 року й удруге з 12 травня до 9 вересня 1943 року.
У 1931 році Лібохова був міністром юстиції, коли було здійснено замах на Ахмета Зогу. Лібохова отримав тоді поранення. 